# Philippe Busquin

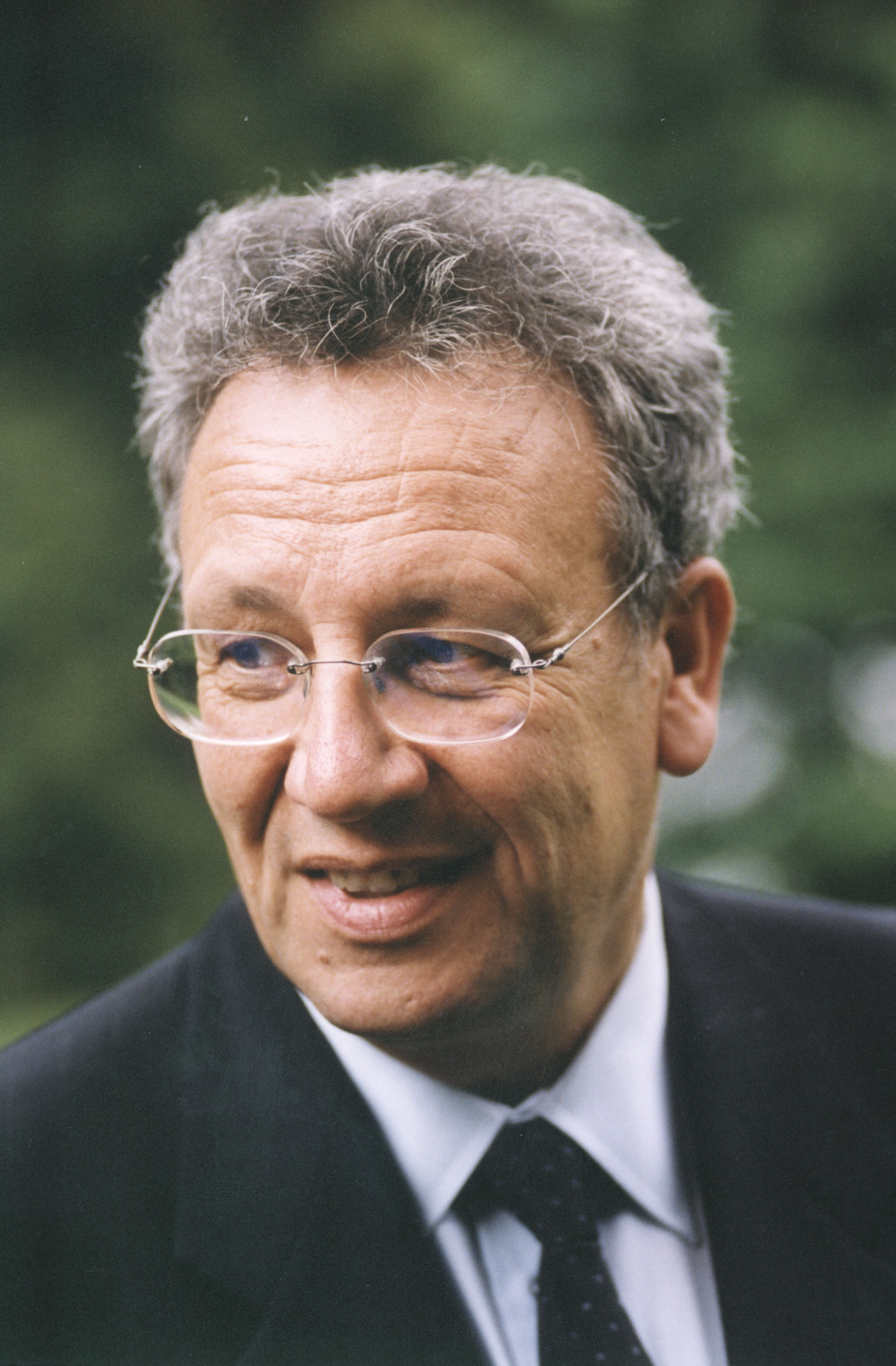
1999

Philippe Busquin [fiˈlip bysˈkɛ̃] (* 6. Januar 1941 in Feluy) ist ein belgischer Politiker.

## Leben

### Ausbildung
Busquin studierte an der Freien Universität Brüssel und machte 1962 einen Abschluss in Physik.

### Wallonien
Von 1977 bis 1978 war er Mitglied der Provinz Hennegau. Von 1982 bis 1986 war er wallonischer Energie- und Haushaltsminister und dann 1986 Wirtschaftsminister.
Von 1995 bis 1999 war er Bürgermeister von Seneffe.

### Belgien
Von 1974 bis 1994 war er Mitglied des belgischen Parlamentes. Anschließend war er von 1994 bis 1999 Senator.
Von 1980 bis 1982 war er belgischer Erziehungsminister, 1981 zusätzlich Innenminister und 1987 Sozialminister, von 1992 bis 1999 war er Staatsminister.

### Europäische Union
Von 1994 bis 1997 war er Vizepräsident der Europäischen Sozialisten. 1999 wurde er ins Europäische Parlament gewählt, aus dem er jedoch schon nach acht Wochen wieder ausschied, um bis 2004 als Kommissar für Wissenschaft und Forschung zu amtieren. Anschließend gehörte er bis 2009 abermals als Mitglied dem Europäischen Parlament an.

## Ehrungen
2005 wurde er Ehrenmitglied der Academia Europaea. 2009 wurde er assoziiertes Mitglied der Académie royale des Sciences, des Lettres et des Beaux-Arts de Belgique.